# Tunnijs Venema
Tunnijs Venema Azn (Sappemeer, 29 mei 1813 - Sappemeer, 16 juli 1899) was een Nederlandse burgemeester.

## Leven en werk
Venema was een zoon van landbouwer Azing Jans Venema en Wubbina Geerts Visscher. Hij was gemeenteontvanger en klerk in zijn geboorteplaats. In 1863 werd hij door koning Willem III benoemd tot burgemeester van Sappemeer. Tijdens zijn ambtstermijn was er een uitbraak van cholera (1866) in Nederland, voor zijn inzet in deze periode ontving Venema een bronzen medaille. In 1893 werd hem, op zijn verzoek, eervol ontslag verleend. Hij overleed een aantal jaren later op 86-jarige leeftijd.